# Nooitgedacht Pony
Das Nooitgedacht Pony (auch Nooitgedachter oder Nooitgedachtpferd) ist eine südafrikanische Kleinpferderasse, die aus dem Basutopony unter Beimischung von Arabischen Vollblütern entstand.
Hintergrundinformationen zur Pferdebewertung und -zucht finden sich unter: Exterieur, Interieur und Pferdezucht.

## Exterieur
Körperbau
Der mittelgroße, edle Kopf des Nooigedachtperd mit großen Augen, breiter Stirn und kleiner Maulpartie schließt sich an einen geraden Hals mittlerer Länge, welcher einer schräg gelagerten und ausgesprochen langen Schulter entspringt, an. Der mäßig stark ausgeprägte Widerrist geht in einen kräftig bemuskelten Rücken von geringer Länge, aber guter Tiefe und Breite über. Die starke Kruppe fällt leicht ab. Das oftmals sehr korrekte, belastbare Fundament ohne Kötenbehang besitzt deutlich ausgeprägte Gelenke und wohlgeformte Hufe harter Konsistenz, die einen Hufbeschlag normalerweise erübrigt.
Stockmaß
Das Stockmaß variiert im Regelfall von 148 bis 153 cm, nach Rassestandard sind 138 bis 163 cm erlaubt.
Farbgebung
Es sind alle Grundfarben erlaubt, vorherrschend sind Braune, Schimmel und Stichelhaarige.

## Gangarten
Der Nooitgedachter zeigt freie und leichte Bewegungen sowie eine enorm große Trittsicherheit. Außerdem weist er eine Veranlagung zu Tölt (in Afrika "Trippel" genannt) und Pass auf.

## Interieur
Der Nooitgedachter ist ein sehr ausdauerndes Pferd.

## Rassestandard

### Exterieur
Das Nooitgedachtperd darf vom Typ her sowohl drahtig als auch stämmig gebaut sein, aber dennoch dem Rassestandard entsprechen. Vom Typ wird im Allgemeinen ein Quadratpferd mit stolzer Erscheinung gewünscht. Der feine Kopf mit geradem oder konkavem Profil soll kurze, spitze Ohren, große, elastische Nüstern und eine breite Stirn besitzen. Die großen Augen sollen daraus resultierend weit auseinanderstehen. Der Übergang vom Kopf in den mittellangen, geschwungenen und wohlbemuskelten Hals mit hohem Aufsatz wird trocken gewünscht. Die tiefe Brust garantiert viel Platz für Herz und Lunge, denn dies sorgt für Ausdauer. Die Schulter wird frei, lang und schräg gelagert sowie gut bemuskelt, aber nicht überladen gewünscht. Der sich höher als die Kruppe befindende Widerrist gewährleistet eine gute Sattellage und geht harmonisch in den kurzen und wohlbemuskelten Rücken über. Die lange Kruppe, welche leicht abfallend und schön gerundet angestrebt wird, sorgt dafür, dass der Nooitgedachter trotz der kurzen Rückenpartie über viel Boden steht. Des Weiteren sind nach dem Rassestandard ein hoher Schweifansatz und eine weit hinab reichende Sitzbeinmuskulatur gewünscht. Die Gliedmaßen des Nooitgedachtpferdes sollen korrekt stehen sowie lange, gut bemuskelte Oberarme, deutlich markierte Sehnen, ausgeprägte, aber zu den Proportionen des Tieres passende, trockene Gelenke, kurze Röhrenbeine, welche halb so lang wie der Oberarm sein sollen, und elastische, korrekt gewinkelte Fesseln mittlerer Länge, die hinten steiler als vorne stehen, aufweisen. Der Fesselköpfe sind trocken und groß gewünscht. Fesselbehang ist unerwünscht. Gute Hufe sind für die Pferde unerlässlich, genauer sollen sie einen elastischen Strahl, weder enge noch zu offene Trachten und eine gute Formung aufweisen. Des Weiteren sollen Nooitgedachter üppiges Langhaar, geschmeidige Haut und ein glänzendes Fell zeigen.
Das Nooitgedachtpferd soll ein Stockmaß von 138 bis 163 cm besitzen.
Der Nooitgedachter darf in allen Grundfarben vorkommen. Weiß pigmentierte Hautstellen, Scheckungen, blaue Augen sowie größere Abzeichen sind nicht erlaubt.

### Gangarten
Neben den üblichen Grundgangarten besitzen Nooitgedachter Anlagen zu Pass und Tölt. Erwünscht sind ausbalancierte, taktreine und schwungvolle Gangarten mit einem guten Hinterhandantritt und viel Raumgriff. Gleichzeitig sollen die korrekten Bewegungen des Nooitgedachters gut zu sitzen sein.

### Interieur
Nach dem Rassestandard wird ein intelligentes, neugieriges und menschenbezogenes Pferd angestrebt. Viel Wert wird darauf gelegt, dass der Nooitgedachter ein lernfähiges Pferd ist. Die ausladende Rippenwölbung des Ponys weist auf eine gute Futterverwertung hin. Die anpassungsfähigen und aufmerksamen Nooitgedachtpferde gelten als Spätentwickler, sind aber bis ins hohe Alter einsatzfähig.

## Zucht

### Ursprünge der südafrikanischen Pferdezucht
Da in Südafrika ursprünglich keine Pferde heimisch waren, entstammt die südafrikanische Pferdepopulation Importen. Während der frühen Kolonialzeit wurden erstmals Pferde importiert, es handelte sich um Java-Ponys, Berber und Arabische Vollblüter. 1778 wurden eine große Anzahl südamerikanischer Pferde iberischen Ursprungs importiert, um den lokalen Bestand aufzuwerten. Aus diesen Pferden entwickelte sich das Kap-Pferd (heute meist als Boerpferd bezeichnet) und aus diesem wiederum das Basuto-Pony.
Viele der Pferde wurden exportiert, 1769 wurden viele von ihnen in die damals britische Kolonie Indien und 1854 für den Krimkrieg exportiert. Die südafrikanischen Pferde machten sich einen Namen als ausgesprochen widerstandsfähige und tapfere Kavallerie- und Kriegspferde.
Bis 1899 war der Pferdebestand trotz genannter Exporte stabil, durch den Anglo-Burenkrieg (1899 bis 1902) wurde er jedoch stark dezimiert. Durch die Einkreuzung minderwertiger Englischer Vollbluthengste um 1900, aber auch neu eingeschleppte Krankheiten, ging der Basutopony-Bestand nieder, nur wenige reinrassige Exemplare blieben erhalten.

### Entwicklung des Nooitgedachters durch das Basutopony-Projekt
Gegen Ende 1947 wurde in Südafrika ein staatliches Projekt zur Rettung einheimischer domestizierter Tierarten vor dem Aussterben initiiert. Auch das Basutopony sollte durch dieses Projekt vor dem Aussterben bewahrt werden, und 1951 wurden die ersten Exemplare, ein Hengst (Spark 2) und sechs Stuten, erworben, allerdings verstarben zwei der Stuten vor dem Beginn des Zuchtprogramms. Dies brachte die Forschungsabteilung in ein Dilemma, denn die erworbenen Pferde waren eng miteinander verwandt – sie stammten allen aus der Zucht von Herrn Cloete und besaßen wohl alle Punch als Vater. Dennoch wurde beschlossen, mit dem Projekt fortzufahren und die Basutos auf das Versuchsgestüt Nooitgedacht gebracht. Einen Tag darauf fohlte die Stute Patrys 1 von Moscow, einem Hengst, der ebenfalls aus der Cloetezucht stammte. Das Hengstfohlen, das den Namen Moscow 2 erhielt, wurde aber später aufgrund seines unbefriedigenden Temperaments und seines inkorrekten Fundaments in der Zucht wenig benutzt. Schließlich gelang es durch einen Tierarzt und Kontrollbeamten, das Auswahlkomitee zu einer weiteren Beschaffung von Zuchtmaterial zu verleiten. Im Dezember 1953 trafen fünf weitere Stuten, welche zwar teils untereinander, aber nicht mit Cloete und den übrigen Stuten verwandt waren, und ein Hengst – aus der Willemsezucht – auf Nooitgedacht ein. Man einigte sich auf das Ziel, im Endprodukt 75 Prozent Cloeteblut und 25 Prozent Willemseblut zu erhalten. Zudem gab es weitere Versuche, weitere Tiere in das Projekt zu integrieren:
- Über die Hengste Rommel, einen Arabischen Vollblüter, und Defense, ein Kreuzungsprodukt zwischen einem Arabischen Vollblut und einem Basuto-Pony, wurde orientalisches Blut zugeführt. Da dies Typ und Authentizität der Pferderasse beeinflusste, wurde das "Basuto poon project" (übersetzt: Basutopony-Projekt) in "Nooitgedacht ryperd project" (zu Deutsch: Nooitgedachter Reitpferde-Projekt) umbenannt.
- Versuche, den Basutopony-Hengst Vrystaat in die Zucht miteinzubringen, scheiterten, da keiner seiner Nachkommen in das Gestüt aufgenommen wurde.[4]

Von 1965 bis 1975 fand die Expansionsphase statt. Es wurden acht Tochtergestüte gegründet, um den Bestand zu erhöhen und die Weiterentwicklung der Rasse zu unterstützen. Es fand eine rigorose Selektion statt. 1967 wurde die Nooitgedacht Indigenous Pony Breeders Society, der Zuchtverband, gegründet. Im Juli 1976 endete das staatliche Projekt und die Nooitgedachter wurden in Privathand verkauft bzw. versteigert. 1984 wurde der Nooitgedachter international anerkannt.

### Derzeitige Zuchtsituation
Das Zuchtbuch ist offen, allerdings sind keine britischen Ponyrassen (z. B. Welsh, Shetlandpony, Dartmoor-Pony) zugelassen.
Um weiterhin eine genetische Diversität zu erhalten und da die südafrikanischen Pferderassen ihren Ursprung, wie bereits zu Anfang erwähnt, hauptsächlich in iberischen Pferden, Java-Ponys und Berbern finden, hat man sich entschieden, iberische Pferde – Pura Raza Española und Lusitanos – in den Nooitgedachter einzukreuzen. Auch die Beimischung von Berbern ist im Gespräch gewesen, da allerdings zum einen das Finden und Einführen geeigneter Exemplare kompliziert und aufwändig wäre und man zum anderen deren unkonventionelles bzw. nicht dem Ideal des Nooitgedachters entsprechendes Exterieur wieder herausselektieren müssten, hat sich der Zuchtverband gegen diesen Vorschlag entschieden.

### Bestand
Über die derzeitigen Populationszahlen ist nichts bekannt, laut der letzten und einzigen Bestandserhebung des Domestic Animal Diversity Information System (DAD-IS) der Ernährungs- und Landwirtschaftskommission der Vereinten Nationen von 1992 gab es damals rund 2000 Exemplare, davon standen rund 120 Hengste und 800 Stuten im Zuchteinsatz.